# Les Simpson : Springfield
 (avril 2025).
Si vous disposez d'ouvrages ou d'articles de référence ou si vous connaissez des sites web de qualité traitant du thème abordé ici, merci de compléter l'article en donnant les références utiles à sa vérifiabilité et en les liant à la section « Notes et références ».
Les Simpson : Springfield (en anglais : The Simpsons: Tapped Out) est un jeu vidéo freemium pour Android et iOS, basé sur la série animée Les Simpson. Le jeu est développé par EA Mobile et édité par Electronic Arts.
Le 26 septembre 2024 est annoncé l'arrêt du développement du jeu et la fermeture des serveurs du jeu le 24 janvier 2025.

## Synopsis
Très occupé à jouer à un jeu d'elfe sur son myPad, Homer provoque un accident à la centrale nucléaire, ce qui conduit à la destruction totale de Springfield. Il est alors chargé de reconstruire les bâtiments de la ville afin de faire revenir les citoyens.

## Système de jeu
Le principe du jeu est simple : le joueur doit reconstruire la ville fictive de Springfield après qu'Homer Simpson l'ai accidentellement détruite. 
Pour cela, le joueur doit passer différents niveaux qui offrent chacun des bâtiments et/ou des décorations et/ou des personnages.
Il peut acquérir tout ceci via différentes monnaies (voir plus bas).
Le 18 mai 2016, EA a annoncé que le niveau maximal final du jeu est le niveau 60. Cependant les niveaux restent présents. La différence est que ce sont des niveaux symboliques, que le joueur passe progressivement. Le nombre maximum de niveaux prévu par le jeu est 939. Mais pourquoi 939 ? La réponse se trouve dans l’épisode la bataille des deux springfield (saison 12, épisode 2). Dans cet épisode, Springfield est divisée en deux zones téléphoniques. Une zone comportant l’indicatif 636, et une zone comportant l’indicatif 939. La maison des Simpson étant située dans la zone 939, vous comprenez le choix des concepteurs du jeu quant au nombre de niveaux disponibles. 

### Mises à jour thématiques
Pour certaines occasions, le jeu subit une mise à jour thématique apportant du nouveau contenu, voire parfois une mutation saisonnière (ex: neige), et ce temporairement. Il existe différents types de mises à jour : les événements majeurs, les événements mineurs, les extensions, les promotions et les promotions d'épisodes.

#### Événements majeurs
Les événements majeurs sont les plus grosses mises à jour qu'apporte le jeu durant de 2012 à 2018 un mois et demi, puis un mois seulement à partir de 2019. Ils apportent beaucoup de nouveaux contenus comme des personnages, des bâtiments, des décorations, des costumes, des façades... L'icône du jeu et l'écran de chargement changent en se basant sur la thématique de l'événement. La structure des événements majeurs ont évolué au fil du temps. De 2012 à 2018, ces événements proposaient diverses missions variées à faire quotidiennement et le joueur devait récolter des ressources en lien avec l'événement pour gagner des prix. Du contenu premium était aussi proposé dans la boutique. À partir de la mise à jour d'Halloween de 2014, les événements étaient découpés en trois actes de deux semaines. Depuis 2019, les événements majeurs sont découpés en quatre actes d'une semaine (parfois une semaine et deux jours). Le jeu ne propose plus de gameplay original, le joueur doit uniquement envoyer des personnages récolter des ressources pour débloquer un prix et avancer dans l'histoire.

#### Événements mineurs
Les événements mineurs servent d'entracte entre deux événements majeurs ou autres mises à jour. Ils ne durent que deux semaines. Le joueur doit envoyer des personnages récolter des ressources pour débloquer un prix et avancer dans l'histoire. Au début, l'événement mineur était réservé uniquement à la mise à jour de Thanksgiving mais depuis 2016, on en trouve entre deux événements majeurs. De 2012 à 2018, les missions duraient 3 heures. De puis 2019, elles durent 4 heures. Les événements majeurs ont pris la même structure que les événements mineurs depuis 2019.

#### Extensions
Les extensions sont extrêmement rares. Elles ajoutent du contenu permanent au jeu et ouvrent de nouvelles zones comme le Port Calamar, Krustyland, Springfield Heights... Du contenu et des missions temporaires sont présents lors de la promotion de ces extensions.

#### Promotions
Les promotions apparaissent soit pendant un événement, soit entre deux événements. Elles n'apportent que très peu de contenu, souvent pour promouvoir un nouvel événement à venir ou proposer d'anciens prix temporaires. Les promotions les plus connues sont le black friday annuel qui présentent un grand nombre de contenu dans des boîtes mystères à acheter en donuts.

#### Promotion d'épisodes
Les promotions d'épisodes apportent du contenu temporaire premium et freemium dans le but de promouvoir la diffusion d'un nouvel épisode des Simpson sur la FOX. Elles ne durent que très peu de temps.
| Événement                                 | Raison                                             | Date                               |
| ----------------------------------------- | -------------------------------------------------- | ---------------------------------- |
| À la recherche de l'ex                    | Épisode promotionnel                               | 28 septembre 2012                  |
| Simpson Horror Show XXIII                 | Halloween                                          | 12 octobre - 8 novembre 2012       |
| Thanksgiving 2012                         | Thanksgiving                                       | 8 novembre 2012                    |
| Dan le bouclier                           | Épisode promotionnel                               | 13 novembre 2012                   |
| La Cool Attitude                          | Épisode promotionnel                               | 30 novembre 2012                   |
| Noël 2012                                 | Noël                                               | 5 décembre 2012 - 10 janvier 2013  |
| Saint-Valentin                            | Saint-Valentin                                     | 30 janvier - 28 février 2013       |
| Charmeur grand-père                       | Épisode promotionnel                               | 28 février - 4 mars 2013           |
| Saint-Patrick 2013                        | Fête de la Saint-Patrick                           | 7 mars 2013                        |
| Super Zero                                | Épisode promotionnel                               | 14 mars 2013                       |
| Ce que veulent les femmes animées         | Épisode promotionnel                               | 28 avril 2013                      |
| Le Jour de la raclée                      | Événement                                          | 10 avril - 16 mai 2013             |
| Whisky Bizness                            | Épisode promotionnel                               | 2 mai 2013                         |
| 4 juillet 2013                            | Jour de l'Indépendance des États-Unis              | 28 juin - 8 juillet 2013           |
| Homerland                                 | Épisode promotionnel                               | 26 septembre 2013                  |
| Simpson Horror Show XXIV                  | Halloween                                          | 1er octobre - 7 novembre 2013      |
| Thanksgiving 2013                         | Thanksgiving                                       | 15 novembre 2013                   |
| Bart se fait avoir                        | Épisode promotionnel                               | 4 décembre 2013                    |
| Noël 2013                                 | Noël                                               | 11 décembre 2013 - 14 janvier 2014 |
| Le Mariage du blob                        | Épisode promotionnel                               | 8 janvier 2014                     |
| Super Bowl                                | Super Bowl XLVIII                                  | 29 janvier - 2 février 2014        |
| Saint Valentin 2014                       | Saint-Valentin                                     | 5 - 25 février 2014                |
| Diggs / L'Homme qui en voulait trop       | Épisode promotionnel                               | 5 mars 2014                        |
| Saint Patrick 2014                        | Fête de la Saint-Patrick                           | 12 mars 2014                       |
| La Guerre de l'art                        | Épisode promotionnel                               | 19 mars 2014                       |
| Le Futur Avenir                           | Épisode promotionnel                               | 9 avril 2014                       |
| Pâques 2014                               | Pâques                                             | 15 avril - 13 mai 2014             |
| Les tailleurs de pierres                  | Événement                                          | 4 juin - 2 juillet 2014            |
| 4 juillet 2014                            | Jour de l'Indépendance des États-Unis              | 2 - 16 juillet 2014                |
| Clash of Clones                           | Événement (Parodie de Clash of Clans)              | 19 août - 7 octobre 2014           |
| Le Cafard du clown                        | Épisode promotionnel                               | 24 septembre 2014                  |
| Simpson Horror Show XXV                   | Halloween                                          | 7 octobre - 12 novembre 2014       |
| Simpsorama                                | Épisode promotionnel                               | 5 novembre 2014                    |
| Thanksgiving 2014                         | Thanksgiving                                       | 20 novembre 2014                   |
| Noël 2014                                 | Noël                                               | 4 décembre 2014                    |
| Le Musk qui venait d'ailleurs             | Épisode promotionnel                               | 22 janvier 2015                    |
| Superheroes                               | Événement                                          | 18 février 2015                    |
| Saint-Patrick 2015                        | Fête de la Saint-Patrick                           | 16 mars 2015                       |
| Famille Terwilliger                       | Événement                                          | 14 avril - 26 mai 2015             |
| Les enfants se battent bien               | Épisode promotionnel                               | 22 avril 2015                      |
| Math elle aime                            | Épisode promotionnel                               | 13 mai 2015                        |
| Mois des Fiertés                          | Célébration des minorités, notamment homosexuelles | 3 juin 2015                        |
| Tapball                                   | Événement                                          | 24 juin - 21 juillet 2015          |
| 4 juillet 2015                            | Jour de l'Indépendance des États-Unis              | 1er juillet 2015                   |
| Springfield Heights                       | Extension                                          | 23 juillet 2015                    |
| Monorail                                  | Événement                                          | 11 août - 15 septembre 2015        |
| Le Rêve de tout homme                     | Épisode promotionnel                               | 23 septembre 2015                  |
| Oktoberfest                               | Fête de la bière                                   | 4 - 6 octobre 2015                 |
| Halloween 2015                            | Halloween                                          | 6 octobre - 17 novembre 2015       |
| Halloween d'horreur                       | Épisode promotionnel                               | 15 octobre 2015                    |
| Simpson Horror Show XXVI                  | Épisode promotionnel                               | 22 octobre 2015                    |
| Thanksgiving 2015                         | Thanksgiving                                       | 19 novembre 2015                   |
| Black Friday / Cyber Monday 2015          | Black Friday / Cyber Monday                        | 27 novembre 2015                   |
| Springfield Heights : Chapitre 2          | Extension                                          | 2 décembre 2015                    |
| Noël 2015                                 | Noël                                               | 8 décembre 2015 - 19 janvier 2016  |
| Beaucoup d'Apu pour un seul bien          | Épisode promotionnel                               | 13 janvier 2016                    |
| Homer dans l'espace                       | Événement                                          | 21 janvier - 3 février 2016        |
| Fête des supporters                       | Événement                                          | 4 - 9 février 2016                 |
| Saint-Valentin 2016                       | Saint-Valentin                                     | 10 - 16 février 2016               |
| Plus gros séquoia du monde                | Événement                                          | 17 février 2016                    |
| Casino Burns                              | Événement                                          | 23 février - 29 mars 2016          |
| Fête de la St-Pâquetrick                  | Saint-Patrick et Pâques                            | 16 mars 2016                       |
| Far West                                  | Événement                                          | 19 avril - 30 mai 2016             |
| Chilliade d'Homer                         | Évenement                                          | 2 - 15 juin 2016                   |
| Superheroes 2                             | Événement                                          | 14 juin - 25 juillet 2016          |
| Jeux de Springfield                       | Jeux olympiques d'été de 2016                      | 3 - 16 août 2016                   |
| SF                                        | Événement                                          | 16 août - 20 septembre 2016        |
| 1er Episode Saison 28 Souvenirs d'enfance | Épisode promotionnel                               | 21 septembre - 4 octobre 2016      |
| Simpson Horror Show XXVII                 | Halloween                                          | 4 octobre - 14 novembre 2016       |
| Week-end dingue à La Havane               | Épisode promotionnel                               | 9 novembre 2016                    |
| Thanksgiving 2016                         | Thanksgiving                                       | 16 - 30 novembre 2016              |
| Black Friday / Cyber Monday 2016          | Black Friday / Cyber Monday                        | 24 - 27 novembre 2016              |
| Noël 2016                                 | Noël                                               | 6 - 30 décembre 2016               |
| Homer l'hérétique                         | Événement                                          | 4 janvier 2017                     |
| Phatsby le Magnifique                     | Épisode promotionnel                               | 11 janvier 2017                    |
| Nouvel an lunaire                         | Nouvel An chinois                                  | 25 janvier 2017                    |
| Destination Springfield                   | Événement                                          | 1er février - 7 mars 2017          |
| Saint-Valentin 2017                       | Saint-Valentin                                     | 8 - 15 février 2017                |
| 22 pour 30                                | Épisode promotionnel                               | 9 mars 2017                        |
| École Militaire de Rommelwood             | Événement                                          | 15 - 28 mars 2017                  |
| Agents secrets                            | Événement                                          | 28 mars - 9 mai 2017               |
| Potes de la quille                        | Événement                                          | 10 - 23 mai 2017                   |
| Anniversaire de mariage oublié            | Mini-événement                                     | 24 mai 2017                        |
| Grille-pain spatiotemporelle              | Événement                                          | 30 mai - 4 juillet 2017            |
| Festival des Fiertés 2017                 | Célébration des minorités, notamment homosexuelles | 5 - 18 juillet 2017                |
| Homer le rocker                           | Événement                                          | 1er août - 12 septembre 2017       |
| Foire agricole                            | Événement                                          | 13 - 26 septembre 2017             |
| Les Serfson                               | Épisode promotionnel                               | 27 septembre 2017                  |
| Halloween 2017                            | Halloween                                          | 2 octobre - 14 novembre 2017       |
| Thanksgiving 2017                         | Thanksgiving                                       | 16 - 30 novembre 2017              |
| Black Friday / Cyber Monday 2017          | Black Friday / Cyber Monday                        | 23 - 27 novembre 2017              |
| Promo Noël Rigelien                       | Noël                                               | 30 novembre 2017                   |
| Noël 2017                                 | Noël                                               | 6 décembre 2017 - 2 janvier 2018   |
| Plus d'excuses                            | Mini-événement                                     | 4 - 16 janvier 2018                |
| Ha-Ha Land                                | Épisode promotionnel                               | 16 janvier 2018                    |
| Bart royale                               | Événement                                          | 23 janvier - 7 mars 2018           |
| Homer, baron de la bière                  | Mini-évènement                                     | 8 mars - 21 mars 2018              |
| Homer est là où n'est pas l'art           | Episode promotionnel                               | 18 mars 2018                       |
| Braquages à la Springfieldienne           | Evènement                                          | 20 mars - 9 mai 2018               |
| Qui a tiré sur M. Burns ? (3)             | Mini-événement                                     | 9 mai - 23 mai 2018                |
| Itchy et Scratchy Land                    | Événement                                          | 30 mai - 11 juillet 2018           |
| Vie de chien Poochie 2018                 | Mini-événement                                     | 11 - 25 juillet 2018               |
| L'arche de Moe                            | Événement                                          | 1er août - 12 septembre 2018       |
| Super-pouvoirs                            | Mini-événement                                     | 12 - 25 septembre 2018             |
| Horror Show XXIX                          | Événement                                          | 3 octobre - 13 novembre 2018       |
| Thanksgiving 2018                         | Mini-événement                                     | 13 - 28 novembre 2018              |
| Black Friday 2018                         | Offre promotionnelle                               | 20 - 28 novembre 2018              |
| Le Noël des Simpsons                      | Événement                                          | 27 novembre 2018 - 2 janvier 2019  |
| Le presque ménage de printemps            | Mini-événement                                     | 9 janvier - 22 janvier 2019        |
| L'Amour à la Springfieldienne             | Événement                                          | 23 janvier - 19 février 2019       |
| État désespéré                            | Mini-événement                                     | 27 février - 12 mars 2019          |
| Réunion sans classe                       | Mini-événement                                     | 13 - 26 mars 2019                  |
| L'avènement des mamans                    | Mini-événement                                     | 17 - 28 mai 2019                   |
| La passe de l'E4                          | Événement                                          | 12 juin - 10 juillet 2019          |
| Réunion de la famille Flanders            | Mini-événement                                     | 19 juin - 31 juillet 2019          |
| Bébés Simpson                             | Événement                                          | 7 août - 3 septembre 2019          |
| Dernier souffle de Krusty en ligne        | Mini-événement                                     | 11 - 25 septembre 2019             |
| La revanche de Cthulhu                    | Mini-événement                                     | 25 septembre - 9 octobre 2019      |
| Simpson Horror Show XXX                   | Événement                                          | 23 octobre - 20 novembre 2019      |
| Foire à la springfieldienne               | Événement                                          | 20 novembre - 4 décembre 2019      |
| Abe au pays des jouets                    | Événement                                          | 4 décembre 2019 - 8 janvier 2020   |
| Le futur passé                            | Mini-événement                                     | 15 janvier - 29 janvier 2020       |
| Histoire des Noirs                        | Événement                                          | 10 février - 12 mars 2020          |
| Coup de Buck                              | Mini-événement                                     | 18 mars - 1er avril 2020           |
| Catch à Springfield                       | Événement                                          | 17 avril - 13 mai 2020             |
| Mois des fiertés                          | Mini-événement                                     | 20 mai - 3 juin 2020               |
| Le retour de la passe de l'E4             | Événement                                          | 10 juin - 16 juillet 2020          |
| Jeux d'été                                | Mini-événement                                     | 24 juillet - 5 août 2020           |
| Les Van Houten                            | Événement                                          | 12 août - 16 septembre 2020        |
| Tous au jazz !                            | Mini-événement                                     | 23 septembre - 7 octobre 2020      |
| Simpson Horror Show XXXI                  | Événement                                          | 14 octobre - 18 novembre 2020      |
| Blargsgiving                              | Mini-événement                                     | 18 novembre - 2 décembre 2020      |

### Extensions et contenus spéciaux
- Port Calamar, sorti le 12 juin 2013
- Krustyland, sorti le 13 juillet 2013
- Montagne d'argent, sortie le 6 mai 2015
- Springfield Heights, sorti le 23 juillet 2015
- Monorail, sorti le 11 août 2015

### Monnaies
Différents types de monnaie coexistent dans le jeu, permettant aux joueurs d'acheter des bâtiments et décorations pour leur ville ou de collecter des items limités dans le temps. Le dollars est la monnaie freemium du jeu ; le joueur en gagne en envoyant ses personnages exécuter des tâches (voir plus bas) ou en collectant les revenus générés par les bâtiments. Le donut est la devise premium du jeu. Le joueur peut en acheter avec de l'argent réel par micropaiement, en gagner pendant les événements principaux ou bien en obtenir lors d'un gain de niveau.
Les tickets Krustyland sont l'équivalent des dollars sur le parc Krustyland du joueur qui peut les convertir en dollars. Des monnaies temporaires apparaissent au gré des saisons, telles des pièces de Noël pour les fêtes de fin d'année ou bien des cœurs lors de la Saint Valentin.

### Missions
Afin de s'enrichir, le joueur peut donner différentes missions à ses personnages. Plus une mission sera longue, plus elle rapportera d'argent. 
Remarque : pour une même durée, les missions rapportent plus d'argent que les revenus générés par les bâtiments. De plus, pour des durées égales, il est plus utile de faire plusieurs courtes missions plutôt qu'une seule longue, c'est-à-dire qu'il est, par exemple, préférable de faire 2 missions de 4 heures plutôt qu'une de 8 heures.

## Accueil
Metacritic : 69/100 (iOS)